# Rennspieß

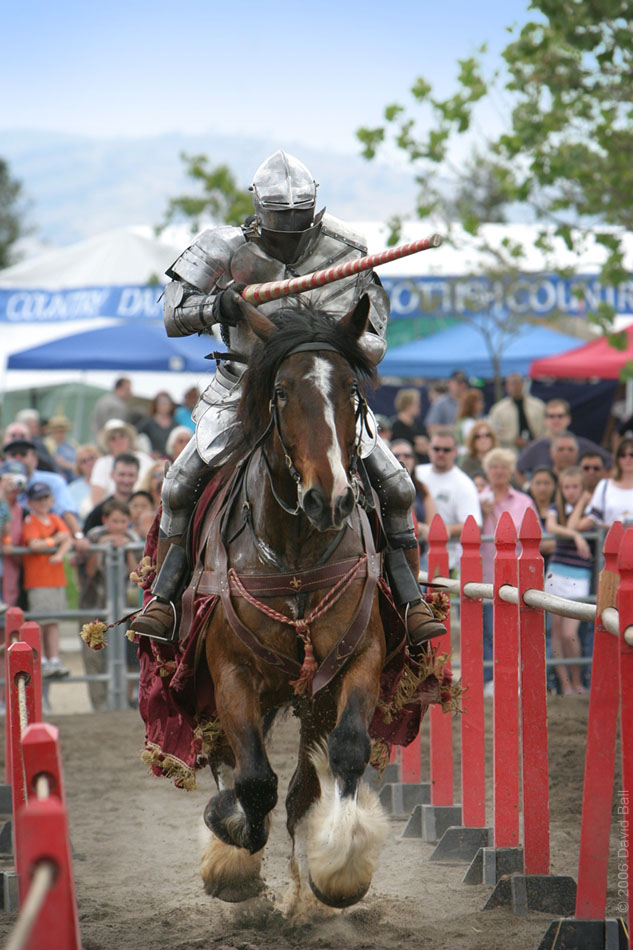
Reenactor im nachgestellten Tjost (Livermore 2006)

Der Rennspieß, auch Störtzer genannt, war je nach Verwendung eine Stichwaffe oder Stoßwaffe des Mittelalters.
Es handelte sich um eine 3 bis 5 m lange glatte Lanze mit langer, blattförmiger Spitze. Der hölzerne Schaft war meist in den Farben des Kriegsherren, bei Turnieren in denen des Ritters bemalt.
Der Rennspieß war eine der Waffen mittelalterlicher Ritter und wurde nicht geworfen, sondern diente als Stoß- und Stichwaffe. Bei Turnieren wurde der Rennspieß mit stumpfer Spitze (Krönig) beim Tjost, mit scharfer Spitze beim Scharfrennen sowie zum Aufnehmen eines Ringes vom Boden oder von einer Stange (Ringstechen) benutzt.

## Galerie

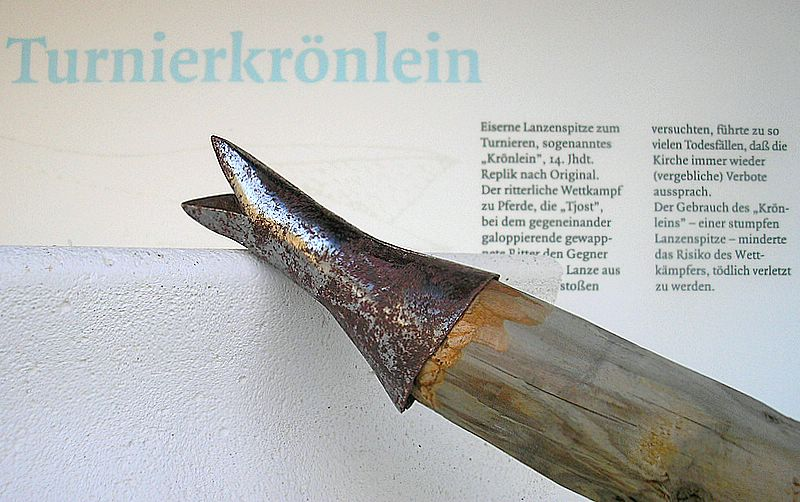
Turnierkrönig (Nachbildung) auf Burg Lichtenstein im Landkreis Haßberge in Bayern
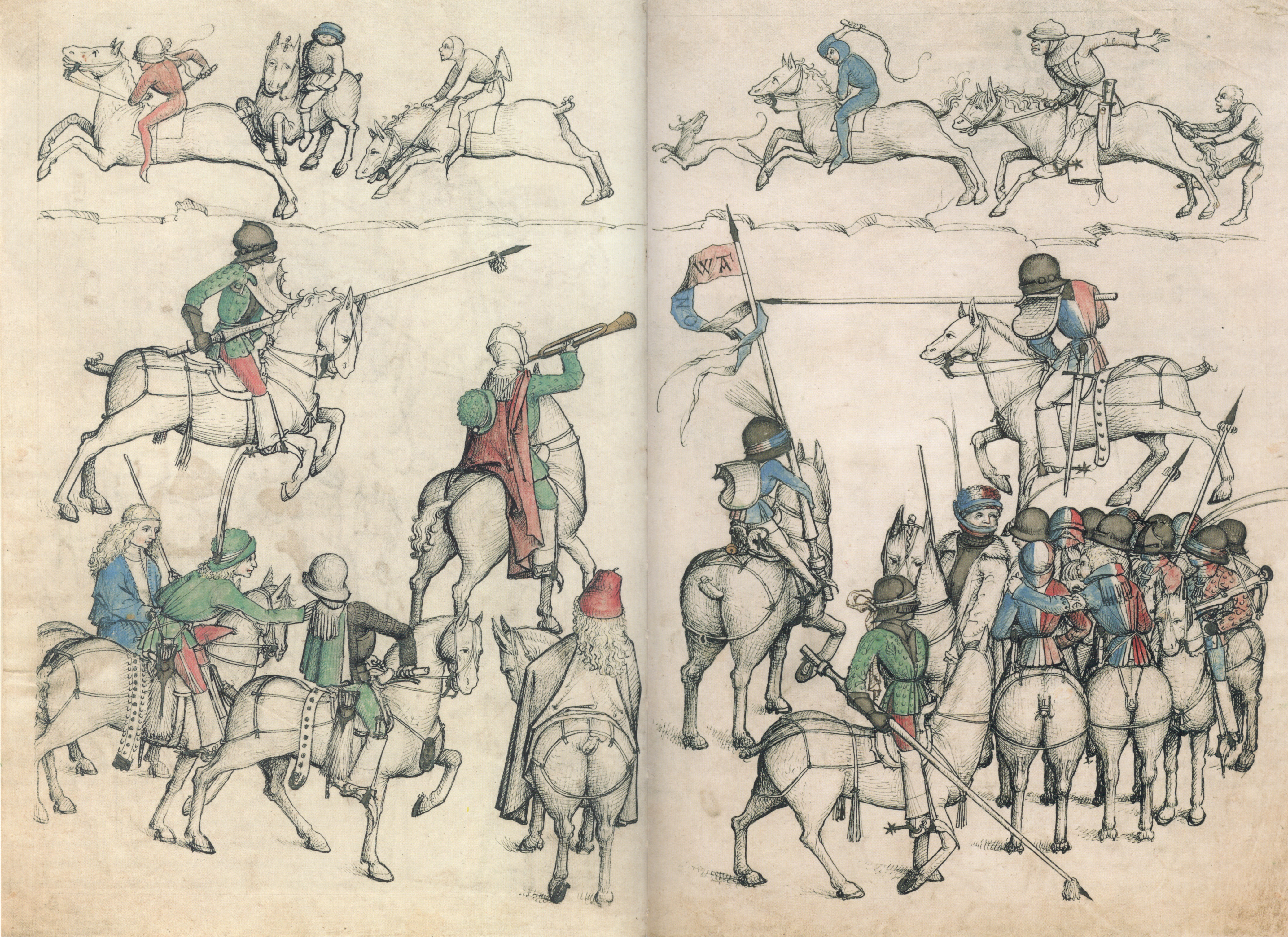
„Das Scharfrennen“, aus dem Mittelalterlichen Hausbuch von Schloss Wolfegg
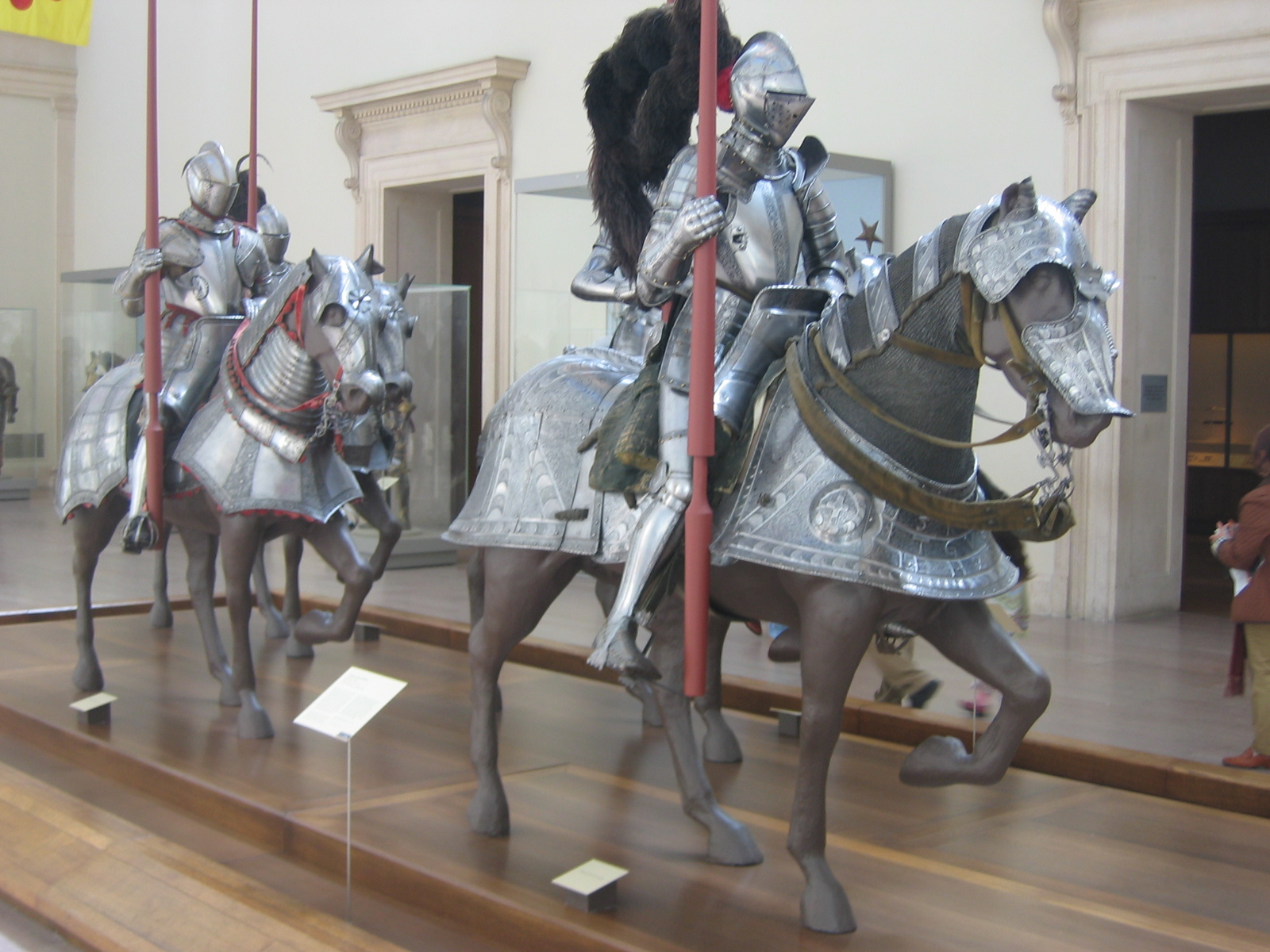
Harnische mit Rennspießen